# ساحة اللقاء

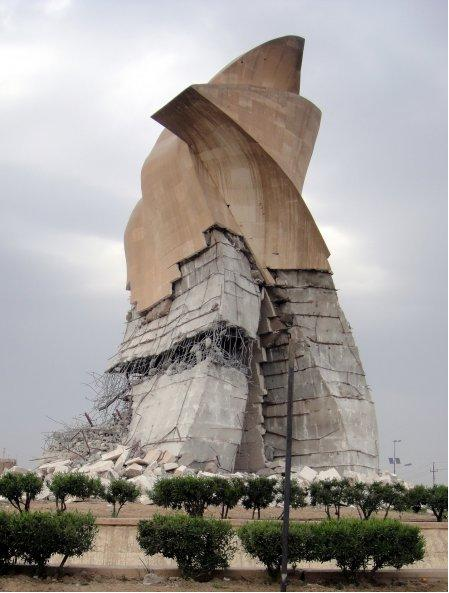
نصب ساحة اللقاء أثناء عملية الهدم.

ساحة اللقاء كانت هذه الساحة تحتوي على نصب تذكاري يسمى نصب اللقاء صممه وبناه الفنان علاء بشير في بغداد. ( ولقد كان النصب يمثل الرجل و المرأة و هو اصل الانسانية كما قال الدكتور علاء البشير في مقابلة مع قناة الميادين )، ويمثل رمزا للوحدة الوطنية بين أبناء الشعب العراقي، وقد نفذ بحجم كبير ومن مادة الحجر وبدأ البناء قبل عام 1999 بجهود هندسية ومعمارية عراقية، وتابع تنفيذه الفنان علاء بشير الذي قال: (ان الدوافع التي دلته لفكرة النصب كموقف بالضد من نوازع الكراهية والحقد التي صبغت مراحل من تاريخ العراق)، وأكتمل بناء النصب في عام 2001. ولكن بدأت الحكومة العراقية الجديدة بعد غزو العراق عام 2003م، بإزالة رمزَ الوحدةِ الوطنيةِ العراقية (نصب اللقاء) من مكانِه في حي المنصور غربي بغداد ضمن سلسلةِ عملياتِ إزالة رموز النظام السابق في بغداد والمدن الأخرى. وقام موظفين حكوميين عراقيين بتحطيم النـُصب .
رفض بعض المواطنون العراقيون هدم عدد من الرموز من قبل السلطات الحكومية في بغداد عادين هذه الإجراءات لا علاقة لها بالنظام العراقي السابق بل تتصل بروح التلاحم الوطني والوحدة بين العراقيين، ولقد أزالت الحكومة العراقية عددا من النُصب والتماثيل التي ترمز إلى حقبة النظام السابق من ساحات وشوارع بغداد ومنها نصب (المسيرة) في ساحة المتحف، ونُصب (المقاتل العراقي) في منطقة باب المعظم ونُصب (الاسرى الشهداء) في ساحة المستنصرية.